# Сланцевское городское поселение
Сланцевское городско́е поселе́ние — муниципальное образование в составе Сланцевского района Ленинградской области. Административный центр — город Сланцы.

## Географические данные
- Сланцевское городское поселение располагается на северо-западе Сланцевского района.
- Граничит:
  - на северо-западе: государственная граница с Эстонией
  - на западе: с Загривским сельским поселением
  - на юго-западе: с Гостицким сельским поселением
  - на юго-востоке: с Выскатским сельским поселением
  - на северо-востоке: с Черновским сельским поселением

По территории поселения проходят автодороги:
- 41К-005 (Псков — Краколье)
- 41К-020 (Сижно — Будилово — Осьмино)
- 41К-164 (Сланцы — Втроя)
- 41К-165 (Ищево — Сижно)
- 41К-793 (Большие Поля — ур. Пустой Конец)

## История
Сланцевское городское поселение образовано 1 января 2006 года в соответствии с областным законом Ленинградской области № 47-оз от 1 сентября 2004 года «Об установлении границ и наделении соответствующим статусом муниципального образования Сланцевский муниципальный район и муниципальных образований в его составе». В состав поселения вошёл город Сланцы, из Гостицкой волости деревни Большие Поля, Каменка, Малые Поля, Печурки, Сосновка, из Выскатской волости деревни Ищево, Сижно и посёлок Шахта № 3.

## Демография
| 2006    | 2010    | 2011    | 2012    | 2013    | 2014    | 2015    |
| ------- | ------- | ------- | ------- | ------- | ------- | ------- |
| 36 500  | ↘34 347 | ↗34 349 | ↘34 119 | ↗34 151 | ↘34 069 | ↗34 218 |
| 2016    | 2017    | 2018    | 2019    | 2020    | 2021    | 2023    |
| ↘33 951 | ↘33 745 | ↘33 402 | ↘33 232 | ↘33 073 | ↗35 784 | ↘35 258 |
| 2024    | 2025    |         |         |         |         |         |
| ↘34 648 | ↘34 127 |         |         |         |         |         |

## Состав городского поселения
В состав Сланцевского городского поселения входят 9 населённых пунктов:
| № | Населённый пункт | Тип населённого пункта        | Население      |
| - | ---------------- | ----------------------------- | -------------- |
| 1 | Большие Поля     | деревня                       | →589 (2017)    |
| 2 | Ищево            | деревня                       | ↘1 (2017)      |
| 3 | Каменка          | деревня                       | ↘11 (2017)     |
| 4 | Малые Поля       | деревня                       | ↗44 (2017)     |
| 5 | Печурки          | деревня                       | ↘19 (2017)     |
| 6 | Сижно            | деревня                       | ↗72 (2017)     |
| 7 | Сланцы           | город, административный центр | ↘32 984 (2025) |
| 8 | Сосновка         | деревня                       | ↘74 (2017)     |
| 9 | Шахта № 3        | посёлок                       | ↗94 (2017)     |